# أوخيخار
بلدية أُجَيجَر أو أجِجَر (بالإسبانية: Ugíjar) (نقحرة: أوخيخار) هي بلدية تقع في مقاطعة غرناطة التابعة لمنطقة أندلوسيا جنوب إسبانيا.

## الديموغرافيا
بلغ عدد سكان بلدية أُجَيجَر 2.711 نسمة عام 2011 (وفقاً للمعهد الوطني الإسباني للإحصاء).
| 2.625 | 2.499 | 2.424 | 2.524 | 2.599 | 2.569 | 2.711 |